# Geoff Smith
Geoff Smith (nascido em 23 de setembro de 1942) é um ex-ciclista australiano. Ele representou a Austrália nos Jogos Olímpicos de Verão de 1960, competindo na prova de tandem.